# Reiko Sakamoto (Mathematikerin)
Reiko Sakamoto (jap. 坂本 玲子, Sakamoto Reiko; * 1939) ist eine japanische Mathematikerin, die sich mit Partiellen Differentialgleichungen befasst.

## Werdegang
Sie ist Schülerin von Shigeru Mizohata (1924–2002). Sie war Professorin an der Frauenuniversität Nara.
Von ihr stammt eine Monographie über Randwertprobleme hyperbolischer partieller Differentialgleichungen.

## Preise
1974 erhielt sie den  Iyanaga-Preis.

## Schriften
- Hyperbolic boundary value problems, Cambridge UP 1982 (japanisches Original 1978)